# Banisteriopsis megaphylla
Banisteriopsis megaphylla är en tvåhjärtbladig växtart som först beskrevs av Adrien Henri Laurent de Jussieu, och fick sitt nu gällande namn av B. Gates. Banisteriopsis megaphylla ingår i släktet Banisteriopsis och familjen Malpighiaceae. Inga underarter finns listade i Catalogue of Life.